# Bức tường Tây Sahara Maroc

Bức tường nhìn từ trên không

Bức tường Tây Sahara Maroc (tiếng Ả rập: الجدار الرملي (bức tường cát đá)) là một cấu trúc dài xấp xỉ 2.700 km (1.700 dặm), chủ yếu là một bức tường cát (hoặc "gờ" cát), chạy qua Tây Sahara và phần phía tây nam của Maroc. Nó phân chia các khu vực bị chiếm đóng và kiểm soát bởi Maroc (các tỉnh phía Nam) ở phía tây với các khu vực kiểm soát của Mặt trận Polisario (Khu tự do, hay Cộng hòa Dân chủ Ả Rập Sahrawi) ở phía đông.
Theo bản đồ từ Sứ mệnh của Liên Hợp Quốc cho việc trưng cầu dân ý ở Tây Sahara (MINURSO) hoặc UNHCR, tường kéo dài vài km (một vài dặm) vào lãnh thổ Mauritanie.

## Cấu trúc vật lý
Các công sự nằm trong lãnh thổ không có người ở hoặc rất thưa thớt. Chúng bao gồm các bức tường đá và cát hoặc các "gờ" cao khoảng 3 m (10 ft), với các hố cát, hàng rào và mìn xuyên suốt. Mìn được đặt dọc theo công trình này được cho là bãi mìn liên tục dài nhất thế giới. Các căn cứ quân sự, các đồn pháo binh và sân bay nằm bên cạnh tường của Morocco hoạt động xuyên suốt, với các cột radar và các thiết bị giám sát điện tử khác quét các khu vực phía trước nó.
Sau đây là mô tả của một người quan sát về "berm (gờ cát đá)" từ năm 2001:
Về cơ bản, các "berm" là một bức tường cao 2 m (6 ft 7 in) (với một rãnh), chạy dọc theo một điểm cao địa hình / sườn núi / đồi trên toàn lãnh thổ. Nằm cách nhau mỗi 5 km (3,1 mi) là các căn cứ lớn, vừa và nhỏ, với khoảng 35-40 lính tại mỗi trạm quan sát và các nhóm gồm 10 binh sĩ cách nhau trong một khoảng cách xa. Khoảng 4 km (2 1 ⁄ 2 mi) đằng sau mỗi điểm chính có một điểm phản ứng nhanh, bao gồm cả lực lượng cơ động (xe tăng,.v.v...). Một loạt các radar cố định và di động chồng lên nhau cũng được bố trí trên khắp "berm". Các radar được ước tính có phạm vi từ 60 đến 80 km (37 và 50 dặm) vào lãnh thổ kiểm soát của Mặt trận Polisario, và thường được sử dụng để xác định vị trí pháo binh của các lực lượng Polisario. Thông tin từ radar được xử lý bởi một cơ quan ở tuyến trước sẽ chỉ điểm cho đơn vị pháo binh ở phía sau.
Tất cả, sáu dòng "berms" đã được xây dựng. Dòng chính của các công trình ("bên ngoài") kéo dài khoảng 2.500 km (1.600 dặm). Nó chạy về phía đông từ Guerguerat trên bờ biển ở cực nam của Tây Sahara gần thị trấn Nouadhibou của Mauritanie, song song sát biên giới Mauritania khoảng 200 km (120 mi), trước khi quay về phía bắc ngoài Techla. Sau đó nó chạy về phía đông bắc, qua Guelta Zemmur, Smara, băng qua lãnh thổ của nước Mauritanie và tiếp cận Hamza trong lãnh thổ Morocco, trước khi quay về phía đông và một lần nữa đến sát biên giới Algeria. Một đoạn trải dài khoảng 200 km (120 dặm) về phía đông nam Morocco.
Các dòng công sự quan trọng cũng nằm sâu trong khu vực do Morocco kiểm soát. Số lượng và vị trí chính xác của họ là một nguồn gây nhầm lẫn cho các nhà bình luận ở nước ngoài.
Tất cả các khu định cư lớn, thủ đô Laayoun, và mỏ phosphate tại Bou Craa nằm khá xa từ phía Morocco.
Các công sự đã dần dần được xây dựng bởi các lực lượng Morocco bắt đầu từ năm 1981, và chính thức hoàn thành vào ngày 16 tháng 4 năm 1987. Chức năng chính của họ là để ngăn chặn chiến binh du kích của Mặt trận Polisario, những người tìm kiếm sự độc lập cho Tây Sahara từ phần do Morocco kiểm soát, kể từ khi người Tây Ban Nha kết thúc chiếm đóng thuộc địa của họ vào năm 1975.

## Hậu quả
Có hiệu quả sau khi việc xây bức tường được hoàn thành, Morocco đã kiểm soát phần lớn lãnh thổ Tây Sahara nằm ở phía bắc và phía tây của nó, gọi đây là "các tỉnh phía Nam" của vương quốc này. Cộng hòa Dân chủ Ả Rập Sahrawi được thành lập bởi Mặt trận Polisario kiểm soát "Vùng tự do" không có người ở, bao gồm tất cả các khu vực ở phía đông của bức tường. Các đơn vị sứ mệnh của Liên hợp quốc MINURSO phân chia hai bên và thi hành các quy định ngừng bắn đối với quân đội của cả Morocco và Mặt trận Polisario.

## Phản ứng và sự cố quốc tế
Vào mùa hè năm 2005, Quân đội Hoàng gia Morocco đẩy nhanh việc trục xuất (bắt đầu vào cuối năm 2004) những người nhập cư bất hợp pháp bị giam giữ ở miền bắc Morocco đến phía đông của bức tường, vào Khu vực Tự do. Mặt trận Polisario và MINURSO cứu được vài chục người bị lạc trong sa mạc, họ đã hết nước uống. Những người khác chết vì khát. Vào tháng 10, Polisario đã nhận được 22 người nhập cư ở Mehaires, 46 người ở Tifariti và 97 người ở Bir Lehlu. Họ đến từ các nước châu Phi (Gambia, Cameroon, Nigeria, Ghana,.v.v.), ngoại trừ một nhóm 48 người đến từ Bangladesh.
Sự chú ý của phương Tây đối với Bức tường, và sự sáp nhập lãnh thổ của người Morocco đối với Tây Sahara nói chung là tối thiểu, ngoại trừ Tây Ban Nha. Ở châu Phi, việc sáp nhập Tây Sahara của Morocco đã thu hút được sự chú ý nhiều hơn một chút. Algeria ủng hộ Mặt trận Polisario "trong cuộc chiến sa mạc dài hạn để chống lại sự kiểm soát của Morocco đối với khu vực tranh chấp". Liên minh châu Phi và Liên Hợp Quốc đã đề xuất các giải pháp thương lượng, mặc dù lập trường của Liên minh châu Phi về Tây Sahara là việc phải ra khỏi nơi đây của Morocco. 30 tháng 1 năm 2017 Morocco tái gia nhập Liên minh châu Phi sau 33 năm vắng mặt bất chấp sự kháng cự của các nước thành viên trong tình trạng Tây Sahara. Al Jazeera đã viết rằng 9 tiểu bang đã bỏ phiếu chống lại trong khi 39 tiểu bang ủng hộ Morocco vào Liên minh châu Phi (AU). Morocco đã được tái nhập nhưng Tây Sahara sẽ vẫn là một thành viên của Liên minh châu Phi. Bởi Morocco tương đối giàu có đã được nhiều thành viên của Liên minh hoan nghênh, vốn bị chỉ trích vì quá phụ thuộc vào nguồn tài trợ bên ngoài châu Phi.

### The Thousand Column
Từ năm 2008, một cuộc biểu tình được gọi là "The Thousand Column" được tổ chức hàng năm trong sa mạc nhằm chống lại bức tường, thực thi bởi các nhà hoạt động nhân quyền quốc tế và người tị nạn Sahrawi. Trong cuộc biểu tình năm 2008, hơn 2.000 người (hầu hết là người Sahrawis và người Tây Ban Nha, nhưng cũng có người Algeria, người Ý và những người nước khác) đã tạo ra một chuỗi người yêu cầu phá dỡ bức tường, lễ kỷ niệm Trưng cầu tự quyết của Liên Hợp Quốc và các bộ phận lãnh thổ vào năm 1991, gồm cả việc muốn kết thúc của sự chiếm đóng của Morocco.
Trong ấn bản năm 2009, một người tị nạn vị thành niên Sahrawi tên là Ibrahim Hussein Leibeit bị mất một nửa chân phải của mình trong vụ nổ bom mìn. Vụ việc xảy ra khi Ibrahim và hàng chục trẻ Sahrawis băng qua đường vào một bãi mìn trong khi hướng tới ném đá sang phía bên kia bức tường.

## Xây dựng tường

Hệ thống tường và niên đại

Bức tường được xây dựng trong sáu giai đoạn, khu vực phía sau bức tường được mở rộng từ một khu vực nhỏ gần Morocco ở phía bắc đến phần lớn phía tây và lấn dần vào trung tâm của lãnh thổ. Các bức tường được xây dựng là:
- Bức tường thứ 1 (tháng 8 năm 1980 - tháng 6 năm 1982) bao quanh "tam giác hữu ích" của El Aaiún, Smara và các mỏ phosphate ở Bou Craa (khoảng 500 km (310 dặm)).
- Bức tường thứ 2 (tháng 12 năm 1983 - tháng 1 năm 1984) bao quanh Amgala (khoảng 300 km (190 dặm)).
- Bức tường thứ 3 (tháng 4 năm 1984 - tháng 5 năm 1984) bao quanh Jdiriya và Haouza (khoảng 320 km (200 dặm)).
- Bức tường thứ 4 (tháng 12 năm 1984 - tháng 1 năm 1985) bao quanh Mahbes và Farciya (khoảng 380 km (240 dặm))
- Bức tường thứ 5 (từ tháng 5 đến tháng 9 năm 1985) bao quanh Guelta Zemmur, Bir Anzarane và Dakhla (khoảng 670 km (420 dặm))
- Bức tường thứ 6 (tháng 2 - tháng 4 năm 1987) bao quanh Auserd, Tichla và Bir Ganduz (550 km (340 dặm))